# Église Saint-Martin d'Apremont
L'église Saint-Martin d'Apremont est un lieu de culte chrétien du village d'Apremont en Vendée, datant de 1902 et de style néo-gothique.

## Différents édifices
Cette église datant de 1902 a été construite à la place d'une ancienne église du XVe siècle.

### Ancienne église
Ce bâtiment du XVe siècle, assez austère, où s'agenouilla Louis XIII, en 1622, bâtie en face du château, avait un clocher coiffé d'une flèche, typique de la région du nord-ouest Vendée (on peut retrouver ce type de flèche au Poiré-sur-Vie où l'église est très semblable). On peut voir une représentation de cette église sur le rouleau d'Apremont réalisé en 1542.  Il ne reste de cet édifice qu'une porte de granit à côté de l'église actuelle et un vitrail du XVIe siècle. 

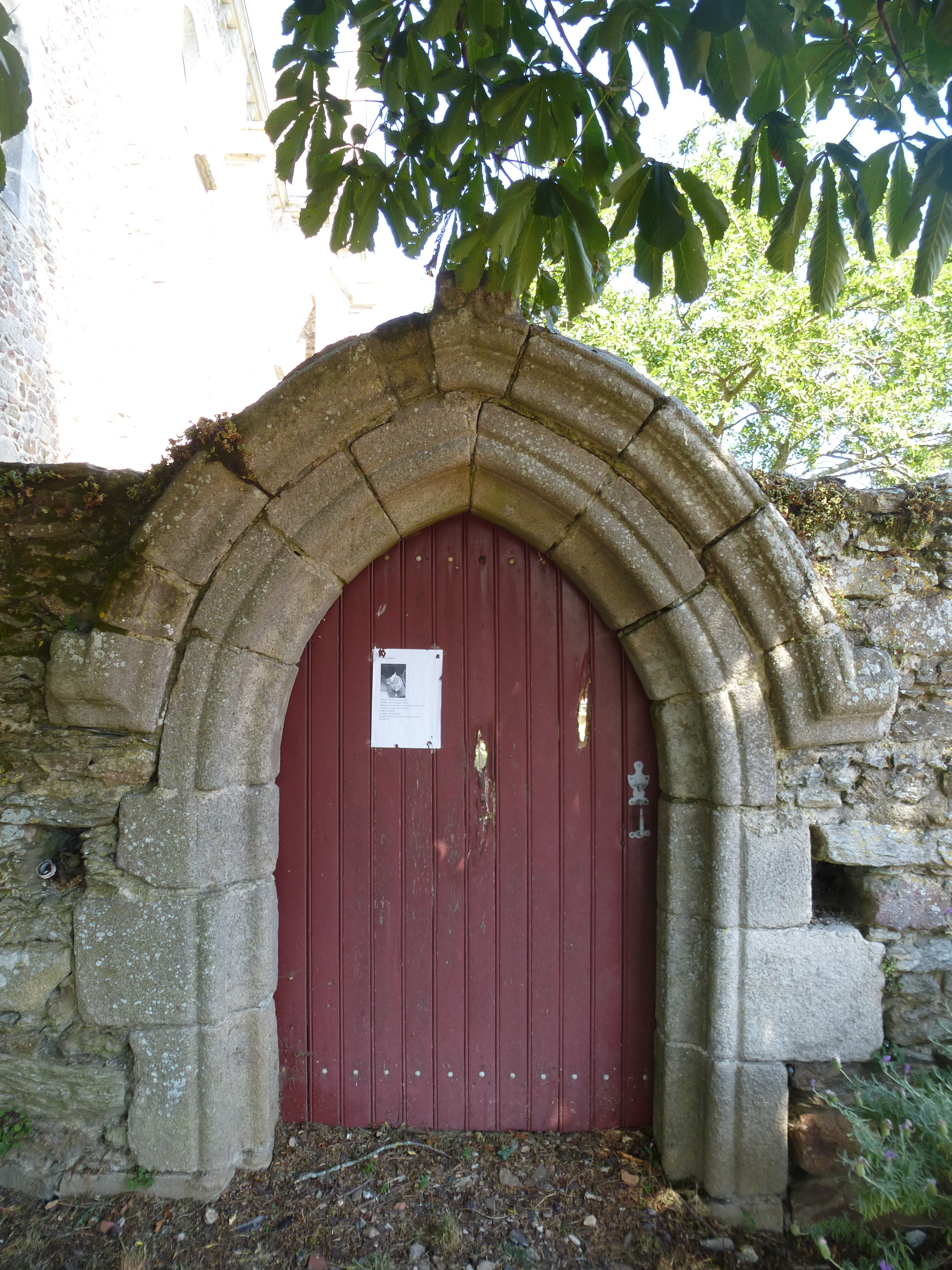
La porte provenant de l'ancienne église.
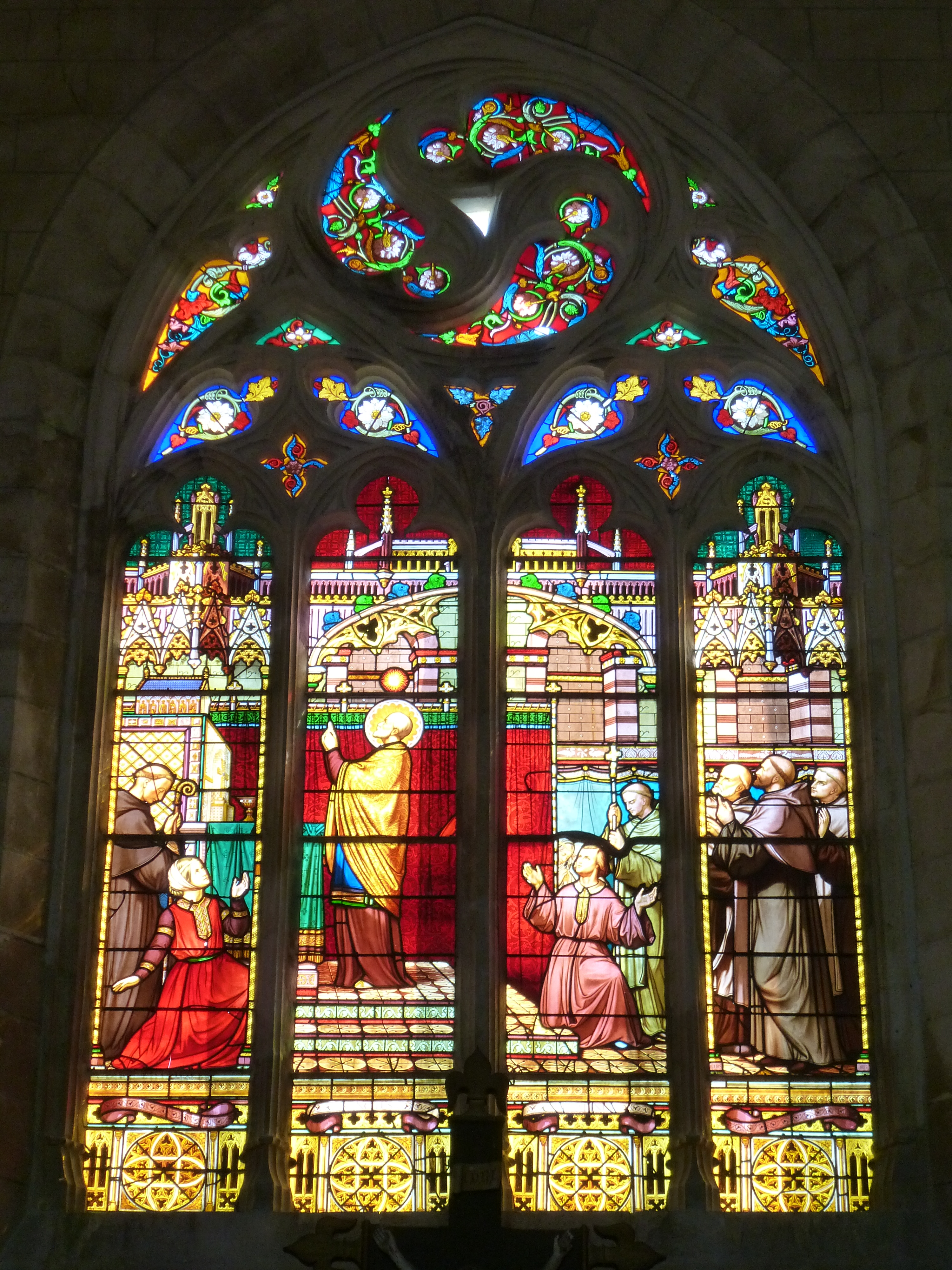
Ce vitrail est peut-être celui datant du XVIe siècle.
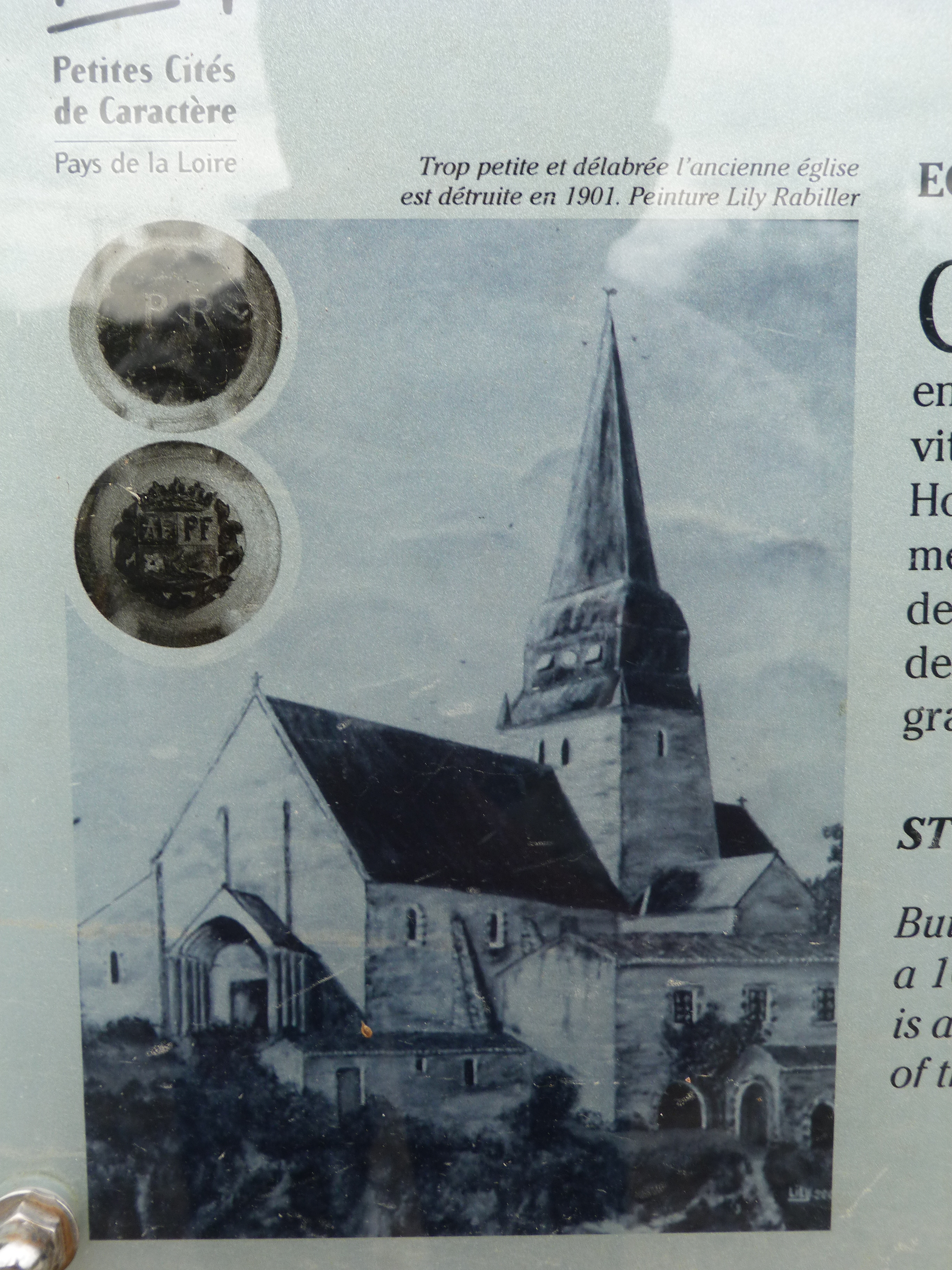
Représentation de l'ancien bâtiment.

### Croix hosannière

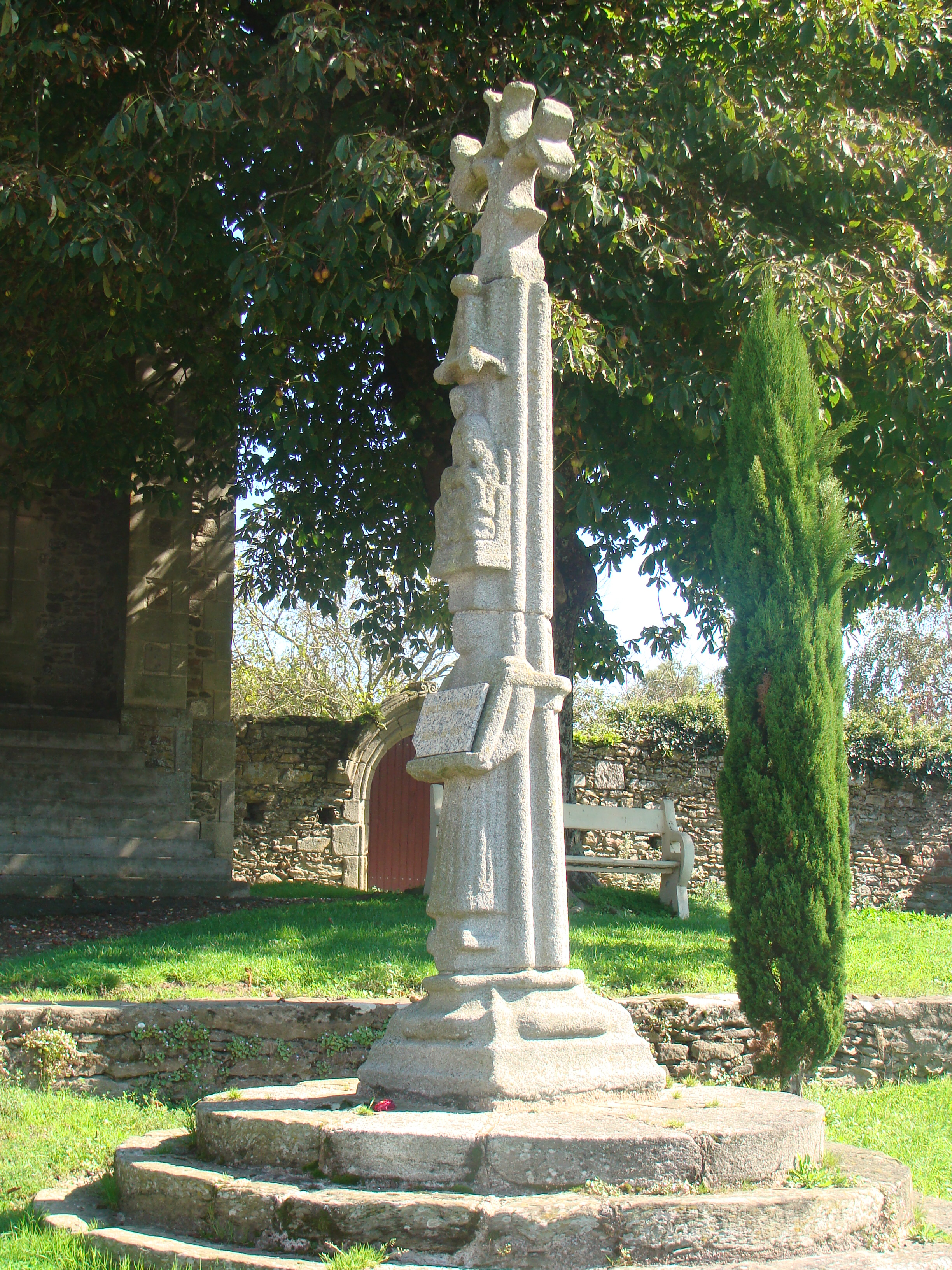
La croix du XIVe siècle et derrière la petite porte gothique datant de l'ancienne église.

Sur la parvis de l'église, une croix du XIVe siècle, en granit, haute de 4 mètres appelée hosannière, est au milieu de l'ancien cimetière. Cette croix est antérieure à 1542 puisqu’elle est déjà mentionnée sur le rouleau d’Apremont.
La base moulurée supporte une colonne cannelée en creux et divisée en trois parties. La partie basse représente une personne tenant un pupitre servant à poser l’évangile, la partie centrale est une piétà et l’ensemble est surmonté d’une croix de Malte.
Le prêtre y posait autrefois l'évangile afin de le lire aux paroissiens.

### Église actuelle
Construite en 1902 par l’architecte Ballereau, cette église possède un clocher terrasse de 25 mètres de haut, assez richement sculpté, décoré avec de nombreux contreforts, corniches, balustrades... L'église étant bâtie sur les hauteurs du village, le parvis de l'église est en grande partie occupé par des escaliers permettant d'accéder aux trois portails. L'intérieur est très lumineux avec un très grand espace dû à la structure d'église-halle avec de grandes colonnes coiffées de chapiteaux et de grandes voûtes. Les hautes baies encadrent de beaux vitraux dont un datant de l'église antérieure.
En mai 2015, l'église a été cambriolée.

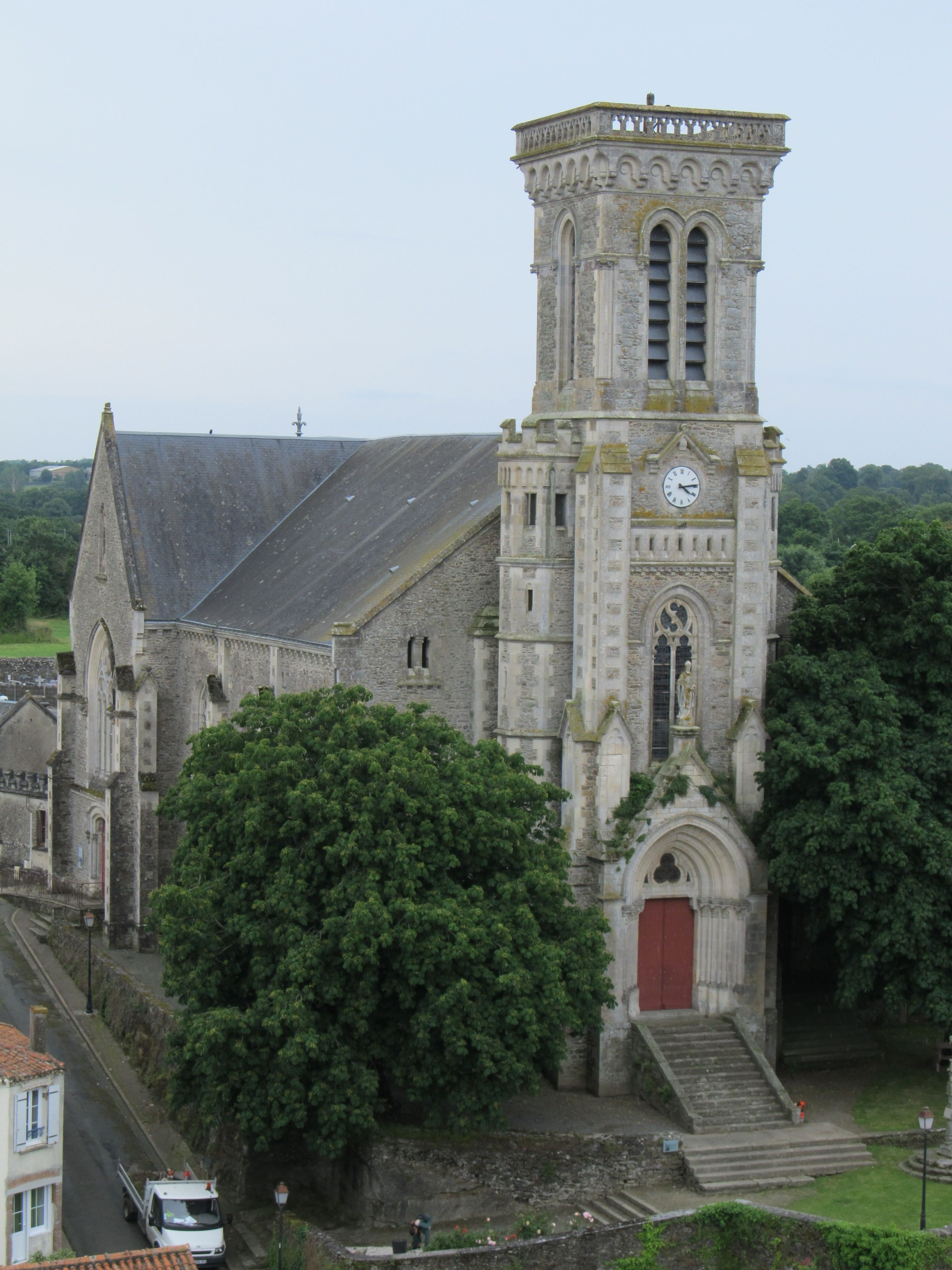
L'église vue de château.
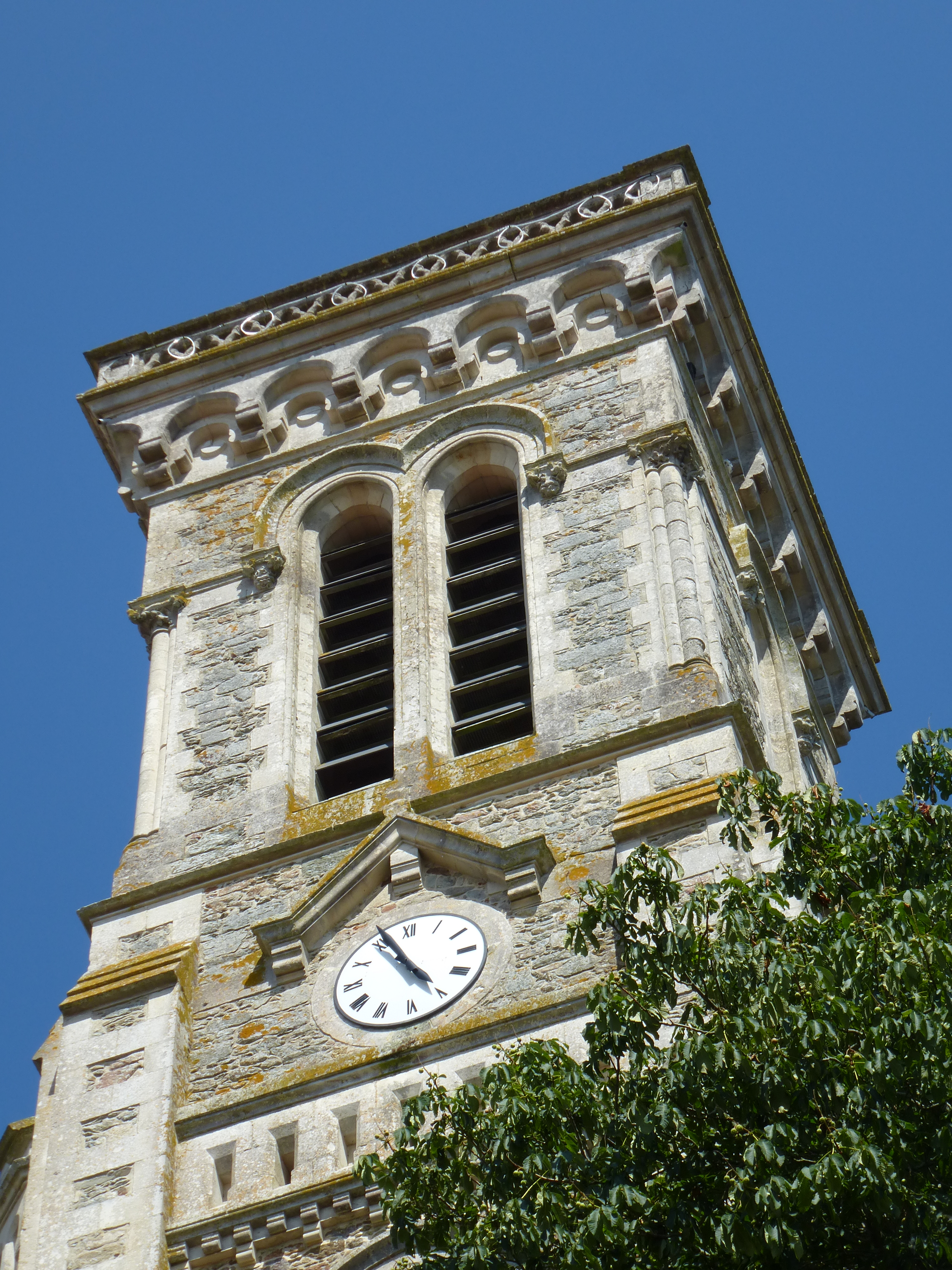
L'horloge et le clocher.
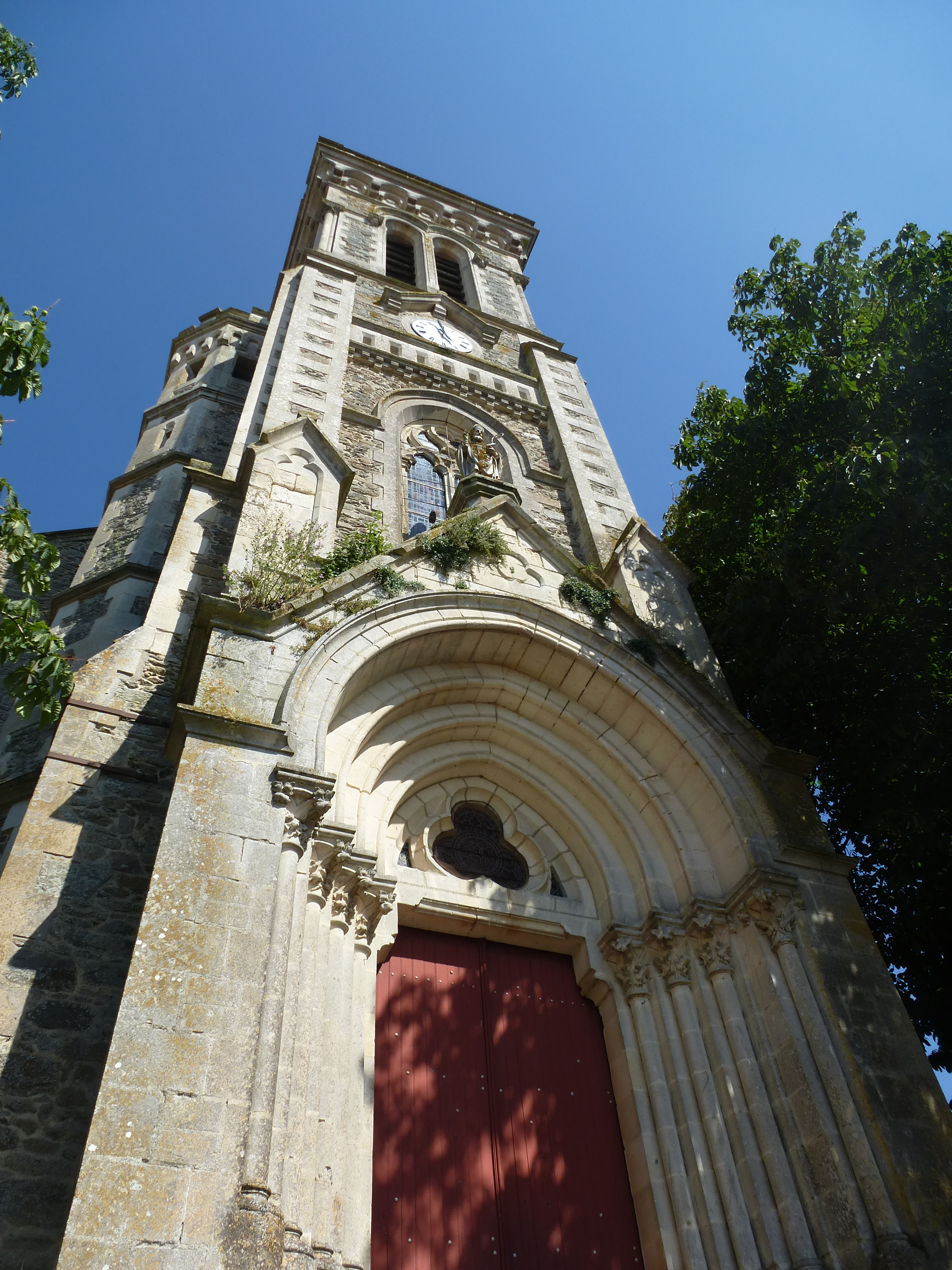
Le portail et la façade en contre-plongée.
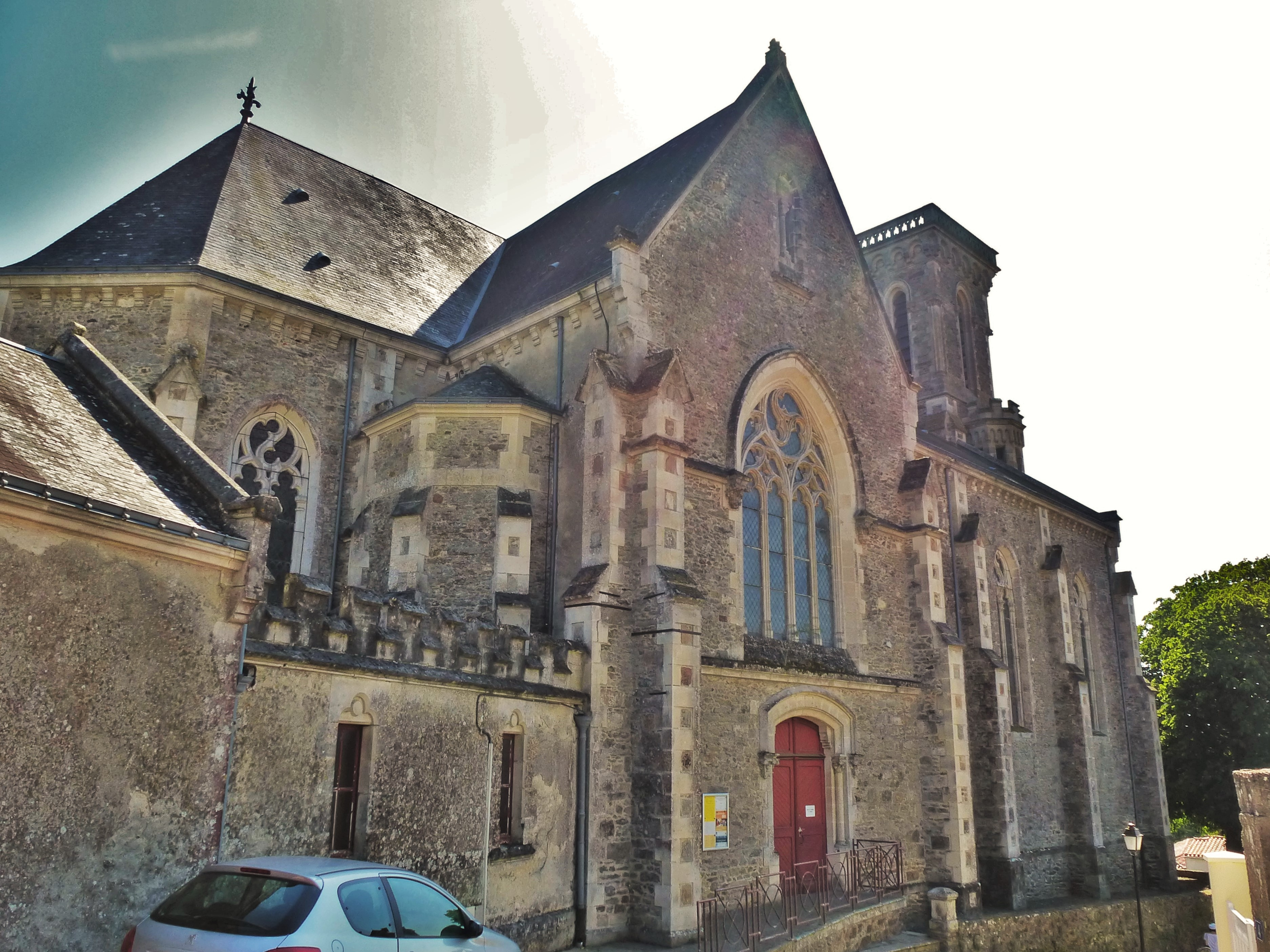
L'arrière de l'église.
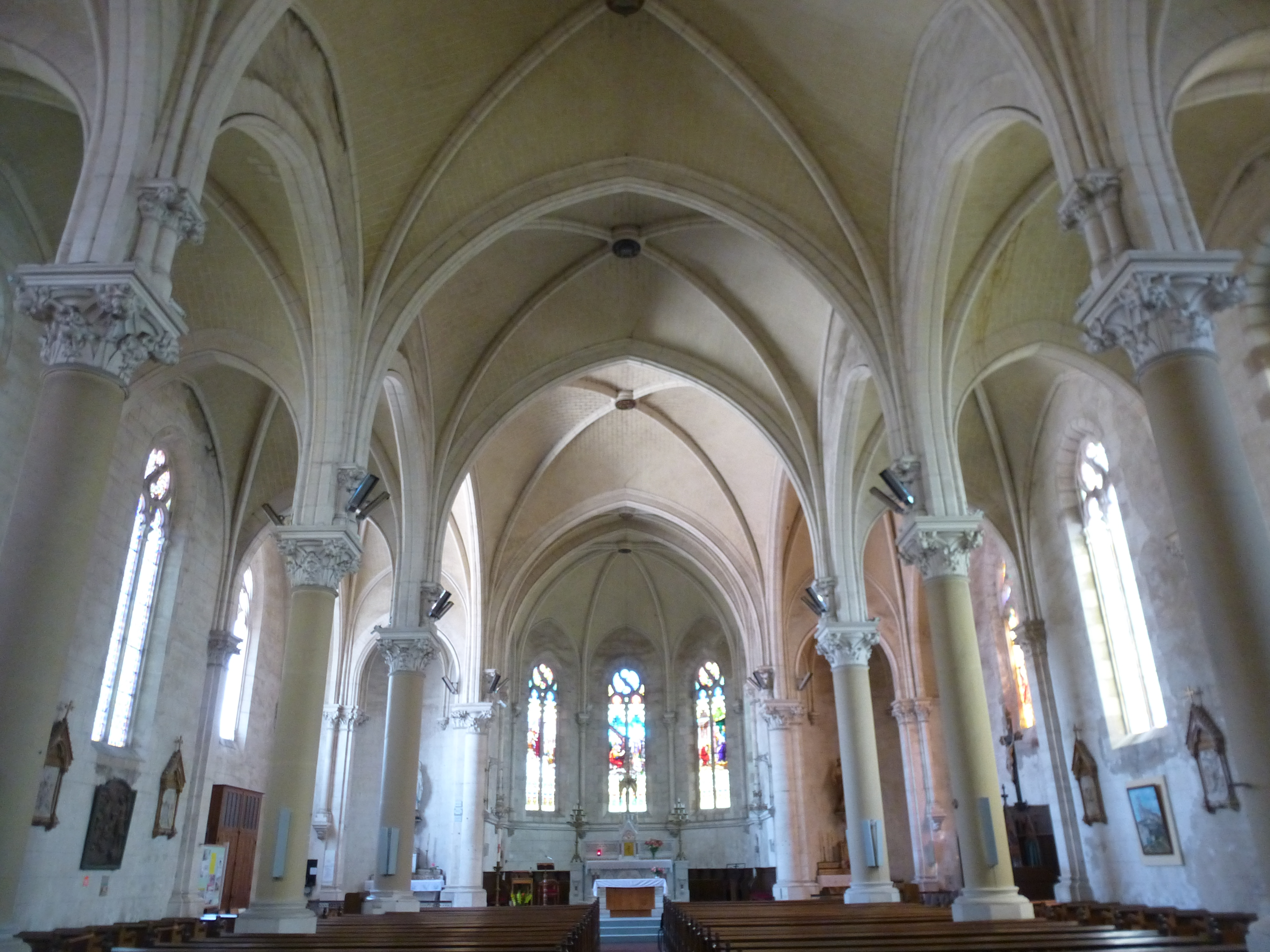
L'intérieur de l'église.
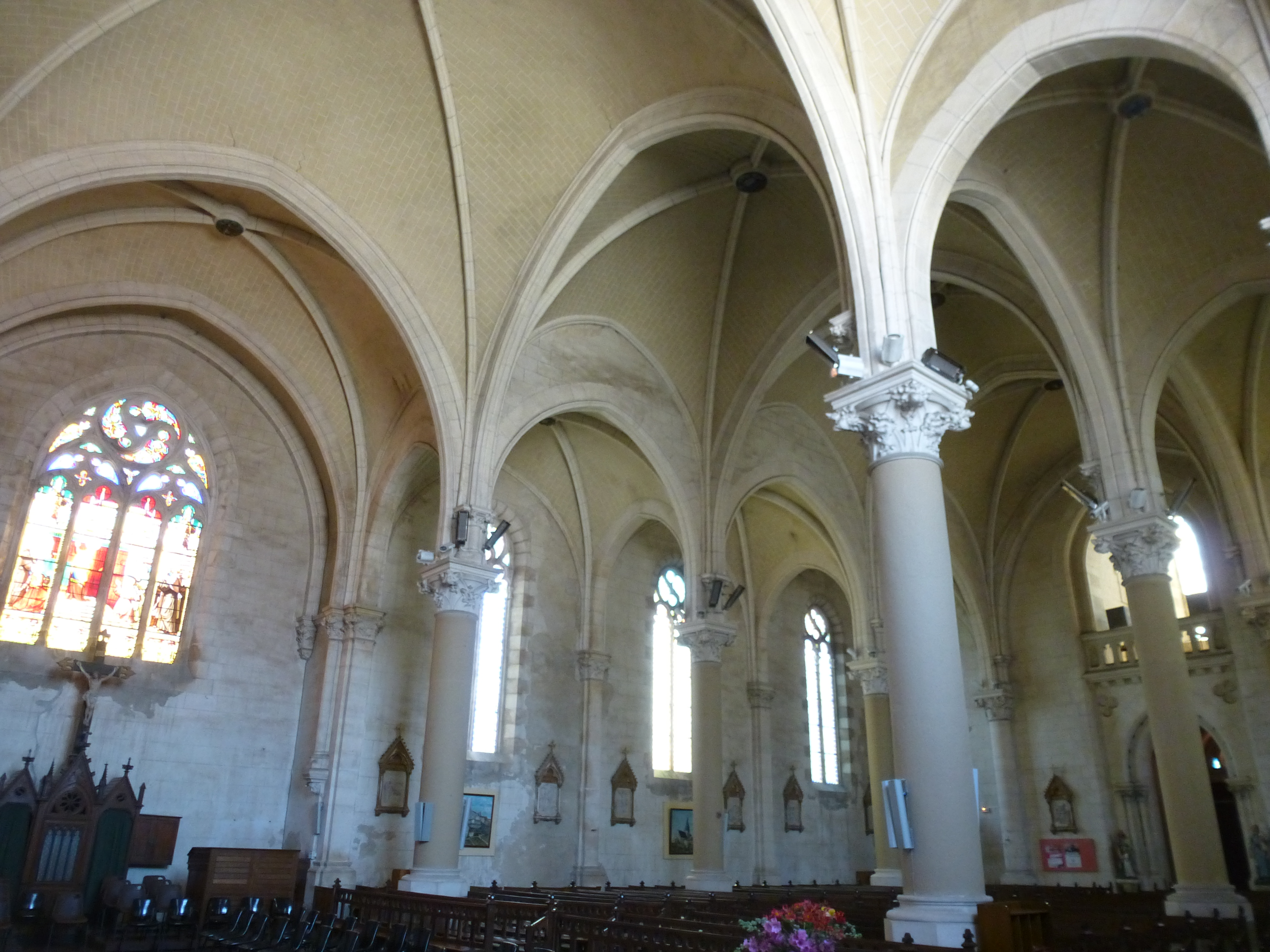
La nef et le transept sud.